# Acacia cochliacantha
Acacia cochliacantha é uma espécie de leguminosa do gênero Acacia, pertencente à família Fabaceae.